# Kan ha diskan
El kan ha diskan, en català cant i resposta, és una tècnica de cant a cappella tradicional i tuilé que necessita dos o més cantants. És un cant rítmic per ballar molt utilitzat als Fest-noz per tal d'animar els participants.
La primera veu (kaner, o kanerez en femeni) canta la cobla i tot seguit els altres cantants (diskaner) comencen a cantar fent com un efecte d'eco donant un ritme particular en no fer-se mà el silenci.
L'estructura del cant respon al següent ordre:
- La crida
- El to simple o kentañ
- El ball
- El to diwezhañ (doble o triple)

## Temes i història
Les cançons són exclusivament en bretó i el seu origen pot ser molt antic, o recent, però sempre respectant la temàtica tradicional. Normalment solen tractar sobre amors impossibles, de problemes quotidians o d'esdeveniments extraordinaris. Solen estar compostes per desenes d'estrofes.
El kan ha diskan li deu la seua popularitat al fet d'estar estretament lligar al ball. A més a més, per alguns ballarins, sol ser més fàcil ballar seguint la lletra que no pas la música.
Tradicionalment, els balls estan acompanyats per un parell d'instruments o per una parella de cantants. En algunes zones del Bro Gwened i del Bro Kernev ambdues presències són ben normals.
A partir dels anys 1950 i amb la fi de la civilització rural de Bretanya (modernització de l'agricultura, pèrdua d'importància del bretó...) l'intercanvi entre els diferents països bretons ha fet créixer la varietat de balls, ja que abans només es coneixien els autòctons.